# Катрін Майснер
Катрін Майснер (нім. Katrin Meissner, 17 січня 1973) — німецька плавчиня.
Олімпійська чемпіонка 1988 року, учасниця 2000 року.
Чемпіонка світу з водних видів спорту 2001 року, призерка 1991, 1994, 1998, 2003 років.
Призерка Чемпіонату світу з плавання на короткій воді 1997, 2000 років.
Чемпіонка Європи з водних видів спорту 1987, 1989, 1997, 1999, 2002 років, призерка 1991 року.
Чемпіонка Європи з плавання на короткій воді 1996, 1998 років, призерка 1999, 2001 років.